# たのやく
『たのやく』は、たのやく出版が発行する雑誌。毎月1日発行。

## 概要
エコノミーホテル東横インの客室にて頒布される客室専用誌。記事のほぼすべてが転載によって構成される特殊な雑誌である。記事転載による編集コスト圧縮の手法は実用新案が取得されている。発行部数は、2014年10月時点で7万部。
『たのやく』は、2003年に創刊された『楽しく読めてときどき役立つ本』を前身とする。同年5月の「2003年6・7月号」から翌2004年の「2004年6・7月号」まで刊行され、同誌名での刊行を終了。2004年に『たのやく』としてリニューアルされた。通巻は『楽しく読めてときどき役立つ本』時代が第1号から第7号までであり、『たのやく』の初回発行は第8号となる。「たのやく」の題名は「楽しく読めてときどき役立つ本」に由来する。
転載に関しては、出版社・編集部から承諾を得た記事をページごとそのまま転載しており、記事転載に関する費用を発生させない代わりに、転載元の情報や広告等を巻末で紹介する方式を採る点が挙げられる。また、掲載記事の選定においても、一般読者から公募という手法を採用している。対象読者であるホテル宿泊客は年齢・性別・国籍などが多岐にわたるため、毎号の特集記事は幅広いテーマを扱い、共通記事は経済・パズル・スポーツ・プレゼントなどバラエティに富んだ内容となっている。
客室専門誌という性質上、一般の書店では購入できない。頒布先である東横インの各ホテルで販売されている他、客室備え付けの物は宿泊客ならば持ち帰りが可能となっている。また、本誌付属の申込用紙やインターネット経由での申し込みより、版元から直接通販でのバックナンバー購入および年間購読は可能である。
出版元は創刊時の「日本ビジネスホテル格付研究所」から「ホテル格付研究所」への改称を経て、現在の「たのやく出版」に改称。

## 転載実績のある各公共機関
- 経済産業省
- 環境省
- 総務省
- 駐日北マケドニア大使館
- カナダ観光局
- コロンビア観光局

## 転載実績のある出版元
6月末時点
以下の出版元は、転載時点での社名・組織名を列挙。現在は存在しない企業・団体を含むほか、複数回の採用があった企業・団体の場合では社名変更による重複を含む。

### あ行
animal fans、IBCパブリッシング、アース・スター エンターテイメント、アートヴィレッジ、アールビーズ、アイ・ピー・ピー、愛育社、あいづね情報出版舎、あいであ・らいふ、あおば出版、朝日学生新聞社、飛鳥新社、アスキー・メディアワークス（※当時）、アスコム、アストラ、アスペクト、あるた出版
イースト・プレス、家の光協会、イカロス出版、泉書房、伊勢文化舎、一艸堂、いろは出版、岩崎書店、インデックス・コミュニケーションズ、インデックス・マガジンズ、インフィニティ、インフォレスト
WAVE出版、ウルトラ・ヴァイヴ
A-Works、HEM KOREA、NHK出版、SBクリエイティブ、SPC出版、SSコミュニケーションズ（※当時）、エクスナレッジ、エス・シー・シー、エスユープレス、エヌ・アイ・プランニング、エフジー武蔵、エムピージェー、エムジー・コーポレーション
OZアカデミー女子プロレス、オークラ出版、オーシャンライフ、大空出版、オライリー・ジャパン、音元出版

### か行
KADOKAWA、KADOKAWA 中経出版、KADOKAWA メディアファクトリー、海苑社、海事プレス社、海竜社、學藝書林、学陽書房、笠倉出版社、春日出版、学研パブリッシング、角川SSコミュニケーションズ、金沢倶楽部、かぴさまエンターテイメント（※当時）、かまくら春秋、河出書房新社、韓国文化院、戎光祥出版
技術評論社、求龍堂、キョーハンブックス、キラジェンヌ、桐原書店、希林館
クナウマガジン、くまざさ出版社、グラフィック社、グラフ社、クレイヴ出版事業部（※当時）、クロスメディア・パブリッシング
京阪神エルマガジン社、ケイアイ、経済界、経済産業省、芸文社、ゲイン、月刊はかた編集室、健康ジャーナル社、弦書房、現代書館、現代書、玄光社、幻冬舎
廣済堂出版（※当時）、廣済堂あかつき、こう書房、恒文社、光文社、講談社、合同出版、国際開発ジャーナル社、国書刊行会、コスミック出版、梧桐書院、コトコト、駒草出版、ごま書房、コリアエンターテインメントジャーナル、ゴルフスタイル社

### さ行
彩図社、ザ・イースト・パブリケイション、サイビズ、酒とつまみ社、笹倉出版社、三栄書房、産業編集センター、サンクチュアリ（※当時）、産経新聞開発、産經新聞出版、三五館、三才ブックス、三推社（※当時）、サンマーク出版、サンライズ出版、サンリオ
CITINET KOREA、CKオフィスジャパン、JWPプロデュース、紫紅社、時事画報社、しずおかオンライン、柴田書店、ジャイブ、社会評論社、じゃこめてぃ出版、ジャパンライフデザインシステムズ、集英社、自由国民社、集出版社、春夏秋冬叢書、春秋社、しょういん、小学館、晶文社、情報工場、情報センター出版局、上毛新聞社事業局出版部、書肆侃侃房、新紀元社、新建新聞社、シンコーミュージック・エンタテイメント、新講社、新書館、新人物往来社、新潮社、人文舎、新風舎
水中造形センター、すばる舎、すばる舎リンケージ、スモール出版、スリーエーネットワーク、駿河台出版社
星雲社、生活情報センター、青蛙房、青弓社、青幻舎、静山社、青春出版社、青菁社、西東社、青林堂、世界文化社、ゼネラル・プレス、全国書籍出版、センダイガールズプロレスリング
創元社、ソーテック社、ソフトバンククリエイティブ（※当時）、ソフトバンクパブリッシング（※当時）

### た行
ダイアプレス、大悟、第三文明社、ダイヤモンド社、太陽出版、ダイレクト出版、大和書房、高橋書店、宝島社、淡交社
地域活性プランニング、地球ありがとう出版社、千早書房、中央アート出版社、中央経済社、中央法規出版、汐文社
土屋書店
TOブックス、デイズ、ディスカヴァー・トゥエンティワン、デジタル書房、デル・プラド・ジャパン
Tokyo Journal International, Inc.、同学社、東京書籍、東京地図出版、同文書院、東方出版、東邦出版、東北新社、透明、東洋企画印刷、東洋経済新報社、トーソー出版、斗星海洋研究所、とらのまき社、トランスワールドジャパン、特選街出版

### な行
永岡書店、ナイタイ出版、ナチュラリー、ナツメ出版企画、ナレッジフォア、南雲堂フェニックス
二玄社、西日本高速道路サービス・ホールディングス、西日本出版社、西日本新聞社社会部、日経BP社、日経サイエンス社、日興企画、日本能率協会マネジメントセンター、日本コカ・コーラ、日本実業出版部、日本ジャーナル出版、日本出版社、日本スーパーマップ、ニューズ出版、日本実業出版社、日本中央競馬会、日本評論社、日本文芸社、日本放送出版協会、日本連珠社
ネオプラス、ネコ・パブリッシング
ノースランド出版、ノーブレス、農山漁村文化協会

### は行
ハートフィールド・アソシエイツ、バイクブロス、白泉社、白帝社、柏艪舎、橋本確文堂、パッチワーク通信社、パナソニックセンター東京、バナナブックス、はまの出版、早川書房、白夜書房、阪急コミュニケーションズ
PHPエディターズ・グループ、PHP研究所、PRオフィス、PR現代、PSS通信社、風鳴社、ピエ・ブックス、ビジネスワールド社、美術出版社、ヒッツ、ビデオ出版、檜書店、日之出出版、ビブロス、ピラミッド
扶桑社、双葉社、二見書房、プチグラパブリッシング、ブックマン社、プリンツ21、ブルータス・インターアクションズ（※当時）、「ふれ愛いいご縁」実行委員会事務局、プレジデント社、プレスアート、フロム出版、プロレスリングWAVE、文一総合出版、文化工房、文響社、文藝春秋、ぶんぶん書房
ペーパーハウス、ペーパープレス、平和出版
法研、北辰堂出版、北海道新聞社、ポプラ社

### ま行
マイクロビジョン、毎日コミュニケーションズ（※当時）、毎日新聞社、マガジン大地、マガジントップ、マガジンランド、まちなみカントリープレス、まちの編集室、マッグガーデン、マッコイワークス、まどか出版、マリン企画、丸善出版
三笠書房、幹書房、三空出版、水山産業出版部、光村推古書院、民間外交推進協会
明治書院、メイツ出版、メタモル出版、メディア総合研究所、メディアファクトリー（※当時）、メディカルトリービューン

### や行
八重洲出版、ヤック企画、山海堂、山と溪谷社、ヤマハミュージックメディア
ユウメディア、ユナイテッド・ブックス、遊タイム出版
洋泉社、読売連合広告社

### ら行
雷鳥社
リイド社、リクルート、リベラル社、リベラルタイム出版社、留学ジャーナル、旅行人
黎明書房、歴史春秋出版
ロコモーションパブリッシング、ロゼッタストーン

### わ行
ワイズアンドアソシエイツ、ワニブックス、ワンダーブック

### ブログ
- 「Nice ON!」
- 「野菜王」
- 「吉田類の酒王」